# Рогов, Павел Игнатьевич
Павел Игнатьевич Рогов (1833—1892) — российский педагог, публицист и историк, инспектор классов Первого кадетского корпуса; автор ряда научных трудов. Действительный статский советник.

## Биография
Павел Рогов происходил из обер-офицерских детей, родился 11 (23) марта 1833 года. Учился первоначально в Благовещенском приходском, а затем в Сампсониевском уездном училищах, среднее образование получил в Третьей Санкт-Петербургской гимназии, откуда поступил в Императорский Санкт-Петербургский университет, на разряд естественных наук физико-математического факультета, и пробыл там до 1855 года, когда окончил курс со степенью кандидата.
Это было время большого интереса  российском передовом обществе и Рогов, чувствуя стремление к образовательной деятельности, оставил свою специальность и стал учителем русского языка и истории в частных учебных заведениях, преимущественно женских. В самом начале его учительской деятельности, по словам самого Рогова, руководителем и наставником его сделался Карл Иванович Май, директор частной петербургской школы. Под обаянием этой столичной школы из Рогова получился прекрасный учитель-воспитатель, который умел пробудить в учениках сознание собственного достоинства, умел и сам быть человеком в отношении их и их учил быть людьми. Гуманность проявлялась у него во всем.
В то время умели ценить преподавателей и охотно продвигали таланты в карьере. Качества молодого учителя стали известны императрице Александре Фёдоровне, и 2 января 1865 года он был назначен инспектором классов во вновь открытый Александровский Орловский Институт. Здесь Рогов всецело отдался работе. Столкнувшись лицом к лицу с практикой воспитательного дела, он в это время и выработал в себе тот взгляд на воспитание молодежи, которому оставался верен до гробовой доски. По своим убеждениям и по своему образу действий Рогов был горячим поборником гуманного воспитания. Он принадлежал к той плеяде педагогов-новаторов, которые воспитывались под влиянием статей Пирогова, Редкина, Ушинского, Стоюнина и других, до конца жизни оставаясь верным симпатичным заветам своих учителей.
В Орле Рогов оставался недолго: 18 августа 1866 года он, по прошению, был уволен от должности в Институте и назначен инспектором классов в Орловский Бахтина кадетский корпус. Бывший помощник генерал-адъютанта Исакова, генерал Корсаков, объезжая провинциальные кадетские корпуса, обратил внимание на Рогова и пригласил его на службу по военно-учебному ведомству в столицу Российской империи город Санкт-Петербург. С тех пор, в течение 26 лет, Павел Игнатьевич Рогов занимался воспитательной деятельностью в военно-учебных заведениях.
10 сентября 1866 года он поступил воспитателем в Первый кадетский корпус Санкт-Петербурга, где тогда был директором К. И. Баумгартен, 2 октября 1867 года был утвержден в должности помощника инспектора классов, с августа 1871 года преподавал там же историю, а 26 августа 1873 года назначен на службу в 3-ю Санкт-Петербургскую военную гимназию (позднее Александровский кадетский корпус) инспектором классов. Здесь Рогов работал вместе и под руководством Ф. К. Дитерихса; с 8 июня по 15 августа 1875 года он исправлял должность директора Корпуса.
6 августа 1878 года Павел Игнатьевич Рогов был назначен чиновником для поручений VII класса при начальнике Главного управления военно-учебных заведений, а 1 октября 1878 года снова назначен в 1-ю Военную Гимназию инспектором классов, и в этой должности и состоял до самой смерти.
30 августа 1880 года П. И. Рогов был награждён орденом Святого Владимира 3-й степени.
15 мая 1883 года Павел Игнатьевич Рогов был произведён в действительные статские советники.
Около 1890 года он принимал участие в Комиссии по составлению общей программы ведения внеклассных занятий.
Помимо деятельности по военно-учебным заведениям, Рогов много работал на пользу Фрёбелевского общества, состоявшего под покровительством Великой Княгини Екатерины Михайловны: в продолжение 11 лет, с 1876 по 1887 г., он состоял членом Совета, а последние семь лет и вице-председателем этого Общества, основанного в 1870 году по инициативе Редкина, Воронова и Паульсона; шесть лет Рогов заведовал педагогическими курсами фребеличек, десять лет под его непосредственным руководством рассматривались рукописи детских рассказов, представляемых на конкурс Фребелевского общества, и издавались премированные рассказы. Он же составил исторический очерк первого десятилетия деятельности Общества и последующего затем пятилетия.
Еще раньше, в 1873 году, будучи членом Императорского Русского Технического Общества, Рогов собрал между фабрикантами и заводчиками средства на школу для рабочих и их детей и организовал учебную часть в открытых Техническим Обществом школах для рабочих и их детей при Васильевском гильзовом заводе и в течение года заведовал этими школами.
В 1874 году он устроил учебную часть в приюте Литейно-Таврического кружка и три года руководил учебными занятиями в приюте. Немало сделал он и для Патриотического Общества; в качестве члена Совещательного комитета, Рогов, по желанию Великой Княгини Екатерины Михайловны, в течение 14 лет, с 1878 года до самой смерти, объезжал все школы Общества, присутствовал на экзаменах, писал отчеты об учебном деле, в заседаниях Общества, в отсутствие председателя, заменял его место.
Имя Рогова тесно связано с процветанием Педагогического музея военно-учебных заведений — этой общенародной русской аудитории. Начиная с 1872 года, — с открытия и народных чтений и Соляном городке, он был правой рукой В. П. Коховского. По 1886 год Рогов исполнял обязанности товарища (заместителя) председателя Постоянной комиссии музея, принимая самое деятельное участие по составлению, произношению народных чтений в аудитории Музея и по их изданию и сам читал публичные лекции по культуре древнего Египта; председательствовал, когда Коховский был болен или отсутствовал, участвовал в прениях, в Комиссиях, в Комитетах. По его инициативе в течение трёх лет (1876—1878 гг.) издавался педагогический журнал «Педагогический музей», посвященный обзору книг и учебников, а также педагогических журналов как русских, так и иностранных. Один год Рогов был редактором этого журнала, а последние два года и издателем, — но, под влиянием громовых статей Леонтьева и Каткова, интерес ко всяким педагогическим новшествам в русском обществе ослабел, и журнал был закрыт.
По отзывам совеременников, всю свою жизнь Рогов оставался верным самому себе, тем взглядам и убеждениям, с которыми он выступил на педагогическое поприще. Необыкновенная энергия, последовательность в проведении тех или других принципов, всегда проникнутых гуманностью и любовью к истине, строгая требовательность к самому себе, прямота и честность в отношениях к окружающим людям — таковы характерные черты личности Рогова. Вот как он сказал о себе выступая в день празднования его 25-летней служебной деятельности в 1882 году: 
«Как идеалист и теоретик, я предъявлял к жизни и людям требования неосуществимые, я глубоко и искренне верил в прогресс, преклонялся перед уважением в каждом человеке его человеческой личности; я твердо убежден, что где нет законности, нет успеха, — там не уважается личность; где не уважается личность, там нет последовательного, постепенного прогресса, необходимого для благополучной жизни общества, для здорового его развития... ... Я обладаю крупным недостатком: я не умею относиться рассудочно к моим обязанностям; я отношусь к ним чувством».
По словам автора «РБСП» И. Давидовича, Павел Игнатьевич Рогов «не был только добросовестным исполнителем своих обязанностей: в каждое дело, за которое он брался, он вкладывал свою душу, сроднялся с ним, принимал близко к сердцу его интересы. Как учитель и воспитатель, он постоянно внушал своим ученикам любовь к знанию, развивал в них чувство долга и предостерегал их от легкомыслия, верхоглядства и стремления к карьере. Как сослуживец, он был живым примером честного отношения к делу, а как общественный деятель, являлся стойким борцом за идею. При всех своих достоинствах Рогов отличался редкой скромностью. Он всегда старался отыскивать всякие пробелы в своем знании и очень удивлялся, если кто-нибудь считал его начитанным, знающим, всесторонне образованным человеком, каким он на самом деле и был».
Павел Игнатьевич Рогов скончался 21 мая (2 июня) 1892 года в городе Санкт-Петербурге.

## Семья
- Жена — Рогова, Ольга Ильинична, детская писательница (ее сын от первого брака с генерал-майором Ю. А. Шмидтом — Шмидт, Пётр Юльевич, воспитывался в семье Роговых). Их дети:
  - Николай (11.12.1880, СПб. — 5.10.1942, Москва). Окончил ЭТИ (1907), получил квалификацию инженера-электрика 2-го разряда, служил младшим механиком Управления Московского Городского Телеграфа. После начала Первой мировой войны прошёл четырёхмесячную краткосрочную подготовку прапорщиков военного времени в Николаевском инженерном училище (ноябрь 1914), сражался на германском фронте, был ранен в грудь, награждён тремя орденами. После революции остался в советской России. В Гражданскую войну воевал в Красной армии, был начальником штаба обороны Одессы (1918) и помощником начальника обороны Екатеринослава (1919)[16][17].
  - Екатерина (? — 1921, Симферополь). В Русско-японскую войну стала сестрой милосердия, была награждена медалью в память Русско-японской войны, в Первую мировую войну вместе с младшей сестрой Анной продолжила служение в фронтовых и в тыловых госпиталях. По сообщению брата Дмитрия, была убита в Симферополе большевиками вместе с новорожденной дочерью Ольгой и своей матерью[16].
  - Александра (? — 1908)
  - Анна (4.5.1885 — ?). После окончания гимназии получила звание домашней учительницы (1903) и была определена на должность помощницы надзирательницы пансиона Гатчинского Сиротского института (1904—1905). Вынуждена была оставить службу по домашним обстоятельствам. С 1908 года служила помощницей надзирательницы лазарета Санкт-Петербургского Елизаветинского. института. После начала Первой мировой войны была сестрой милосердия Кауфмановской общины. Со слов Дмитрия Рогова, «сестра Нюта была учительницей математики и знала два языка <…>, мне удалось в 1919 году вывезти её в Симферополь, но во время эвакуации её уже не мог предупредить, и она потом пробралась в Москву, избегнув резни Бела Куна».[16].
  - Дмитрий , позже архимандрит Пантелеимон (Рогов) (22 марта 1888 года, Петербург — 27.12.1984)[16] — последний настоятель храма св. Александра Невского в г. Бизерта (Тунис) от Русской Православной Церкви Заграницей (РПЦЗ). С 1951 по 1952 гг. и с 1958 по апрель 1961 гг. служил в православной церкви в Тунисе. Расписал церковь фресками. Служил также в Риме. В 1954 и 1955 гг. упомянут как игумен, настоятель церкви мученицы царицы Александры в Мадриде (Испания) (домовой церкви великого князя Владимира Кирилловича) в юрисдикции Русской Православной Церкви Заграницей (РПЦЗ)[18]. До пострига был женат на Нине Антоновне Лист — падчерице министра путей сообщения. Активно участвовал в Гражданской войне на стороне белых. Эмигрировал. Жена и дети погибли в Праге во время авианалета в 1945 году.